# Graham Manners Sutton
Pour les articles homonymes, voir Sutton.
Graham Edward Henry Manners-Sutton, né le 7 février 1843 et mort à Lausanne le 30 mai 1888, est un noble et homme politique britannique. 

## Biographie
Fils de John Henry Thomas Manners-Sutton, 3e vicomte de Canterbury et de sa femme Georgiana Tompson, il est surtout connu pour avoir participé en 1864 à un voyage au Spitzberg en compagnie du professeur de zoologie à Cambridge Alfred Newton et de Edward Birkbeck. Birkbeck loue pour l'occasion un sloop norvégien. Newton sur le yacht et Birkbeck sur le sloop se séparent. Le yacht est bloqué dans le Storfjorden tandis que le sloop rejoint les îles Ryke Yseøyane d'où Birkbeck aperçoit la terre de Wyche. Mais arrêté par les glaces, il fait demi-tour,.
Lieutenant-député du Norfolk, il meurt à Lausanne le 30 mai 1888.